# Oudemolen (Moerdijk)
Oudemolen is een buurtschap in de gemeente Moerdijk, in de Nederlandse provincie Noord-Brabant. Het gehucht heeft circa 265 inwoners. Oudemolen bestaat uit drie binnendijken waar wegen op aangelegd zijn:
- De Stadsedijk leidt, via het dorpje Helwijk, naar Willemstad (Noord-Brabant).
- De Drogedijk leidt naar het gehucht Zwingelspaan.
- De Oudemolensedijk leidt naar het dorp Fijnaart.

De kern van het gehucht is gelegen aan de driesprong waar de drie dijken samenkomen.
Het bekendste gebouw in Oudemolen is De Oude Molen, die sinds 1996 aangewezen is als rijksmonument. Deze molen is in 2005 gerestaureerd en in oorspronkelijke staat gebracht. Het een van de weinige molens in de provincie Noord-Brabant die met zelfzwichting is uitgerust.
Vroeger stond er in Oudemolen nog een molen, deze is echter afgebroken. Tot halverwege de 20e eeuw lag Oudemolen aan een tramlijn. Het had een eigen school, groentewinkel, café, bakker en sociale verenigingen. Anno 2005 was er nog slechts een café, een schietclub en een voetbalclub (VVO - Voetbal Vereniging Oudemolen). Anno 2017 is het café gesloten en de voetbalvereniging opgeheven. Er zijn een aantal boerenbedrijven gevestigd in Oudemolen. Sinds ongeveer 1985 is het karakter van het gehucht sterk veranderd. Veel van de er van oudsher wonende families zijn er niet meer, hun plaats is vaak ingenomen door stedelingen die een rustige woonplaats zoeken.
De Stadsedijk en de Drogedijk beschermden bij de watersnood van 1953 de achterliggende polder; zij overstroomden niet.
Een tweetal kilometer van Oudemolen, tussen Fijnaart en Heijningen, ligt Nieuwemolen. De molen in Oudemolen was ouder, vandaar de naam Oudemolen.

## Sport
Op zondag 21 augustus 2022 liep de route van de derde etappe (van Breda naar Breda) van de Ronde van Spanje 2022 door Oudemolen.